# 虚界之魔兽
《虚界之魔兽》是一部日本漫畫，由湯尼嶽崎繪製，在1993开始连载，不过后来因为一些原因而停止连载。并有OVA等衍生作,导演是大畑晃一，设计是荒牧伸志。不过漫画和OVA的剧情不完全一样，OVA动画中，1为一个故事，2、3为一个故事，4、5为一个故事。而OVA因为动画画面有很多血腥残忍的镜头而受到了关注。OVA的制作公司是万代影视，北美由US Manga Corps公司发行。
2020 年 9 月，Discotek Media宣布他们已获得Genocyber的发行权。

## 劇情簡介
故事的发生背景在未来世界的香港，一个被摩根博士制造的双胞胎实验体女子因为一些原因而有时候变得非常的弑杀，而他最后也因为一些原因而被杀，并且还造成了香港很多的地方被毁。其后，这个双胞胎经常会因为一些原因以及是否要为了其他人而争辩。

## 评价
该动画因其拥有很多血腥暴力镜头而受到批评。贾斯汀·塞瓦基斯 (Justin Sevakis ) 表示，该动画充满暴虐的快感，以及必须要感受出动画中出现的人物角色在作品中的虚无感和无力感。
Otaku USA杂志的David Cox非常推荐该动画。
在 2020 年的回顾展中，Comic Book Resources将该动画列入“被遗忘的 90 年代伟大科幻动画”的前10名之一。

## 延伸閱讀
- 虚界之魔兽（漫畫）在動畫新聞網百科全書中的資料（英文）
- 豆瓣电影上《虚界之魔兽》的資料 （简体中文）